# Adžedábíja
Adžedábíja (arabsky إجدابيا‎, italsky Agedábia) je město v severovýchodní Libyi v okrese Al Wáhát. Leží přibližně 160 kilometrů na jih od Benghází, 12 kilometrů východně od pobřeží a 87 kilometrů na severovýchod od přístavu Marsá al-Briga.
V roce 2006 mělo přibližně 140 tisíc obyvatel.